# La Ménitré
La Ménitré – miejscowość i gmina we Francji, w regionie Kraj Loary, w departamencie Maine i Loara.
Według danych na rok 2010 gminę zamieszkiwało 2 194 osoby, a gęstość zaludnienia wynosiła 125 osób/km².